# Андерс Бекегрен
Андерс Бекегрен  (швед. Anders Bäckegren, 25 липня 1968) — шведський гандболіст, олімпійський медаліст.

## Виступи на Олімпіадах
| Олімпіада      | Дисципліна | Місце |
| -------------- | ---------- | ----- |
| Барселона 1992 | гандбол    | 2     |

## Зовнішні посилання
- Досьє на sport.references.com [Архівовано 14 жовтня 2012 у Wayback Machine.]